# Mieczysław Leonard Pallulon
Mieczysław Leonard Pallulon (ur. 19 listopada 1834, zm. 2 maja 1908) – duchowny katolicki, ukończył studia w Worniach i Petersburgu, święcenia kapłańskie przyjął w 1860. Od 1883 biskup ordynariusz żmudzki. Rozwijał budownictwo sakralne w diecezji, walczył z alkoholizmem, dbał o dobre relacje polsko-litewskie, bronił praw katolików względem prawosławnych, wspierał kulturę litewską.